# Phyllanthus zanthoxyloides
Phyllanthus zanthoxyloides är en emblikaväxtart som beskrevs av Julian Alfred Steyermark. Phyllanthus zanthoxyloides ingår i släktet Phyllanthus och familjen emblikaväxter. Inga underarter finns listade i Catalogue of Life.